# What Is Love? (album Never Shout Never)
What Is Love? è l'album di debutto del gruppo musicale statunitense Never Shout Never, pubblicato il 26 gennaio 2010.

## Tracce
1. Love Is Our Weapon – 2:29
2. Jane Doe – 1:56
3. Can't Stand It – 2:51
4. Sacrilegious – 1:51
5. I Love You 5 – 2:14
6. California – 2:37
7. What Is Love? – 2:33
8. The Past – 4:07

## Tracce bonus

### CD
- Happy (Live)
- Your Biggest Fan (Live)

### iTunes
- Fifteen
- Damn Dog

### Purevolume
- Ladybug